# عطرآلود
عطر آلود فیلم ایرانی به کارگردانی هادی مقدم‌دوست، نویسندگی حسین حسنی و تهیه‌کنندگی یوسف منصوری محصول سال ۱۴۰۱ است. این فیلم در چهل و یکمین دوره جشنواره بین‌المللی فیلم فجر اکران شد.

## داستان
علی که استعداد خوبی در عطرسازی دارد و در آستانه پدر شدن است، با چالش‌های جدیدی مواجه می‌شود؛ او در همین فرصت کوتاه باید تمام کارهای باقی‌مانده‌اش را به سرانجام برساند.

## بازیگران
- مصطفی زمانی
- هدی زین‌العابدین
- کوروش تهامی
- همایون ارشادی
- حسام محمودی
- سودابه بیضایی
- شهروز ابراهیمی

## جوایز و افتخارات

### جشنواره فیلم فجر
| مراسم                        | تاریخ برگزاری | رده                | نامزد              | نتیجه    | منبع        |
| ---------------------------- | ------------- | ------------------ | ------------------ | -------- | ----------- |
| چهل و یکمین جشنواره فیلم فجر | ۲۲ بهمن ۱۴۰۱  | بهترین طراحی صحنه  | محمدرضا میرزامحمدی | نامزدشده | [ ۳ ] [ ۴ ] |
| چهل و یکمین جشنواره فیلم فجر | ۲۲ بهمن ۱۴۰۱  | بهترین فیلمبرداری  | روزبه رایگا        | نامزدشده | [ ۳ ] [ ۴ ] |
| چهل و یکمین جشنواره فیلم فجر | ۲۲ بهمن ۱۴۰۱  | بهترین موسیقی متن  | مسعود سخاوت دوست   | برنده    | [ ۳ ] [ ۴ ] |
| چهل و یکمین جشنواره فیلم فجر | ۲۲ بهمن ۱۴۰۱  | بهترین نقش اول زن  | هدی زین العابدین   | نامزدشده | [ ۳ ] [ ۴ ] |
| چهل و یکمین جشنواره فیلم فجر | ۲۲ بهمن ۱۴۰۱  | بهترین نقش اول مرد | مصطفی زمانی        | نامزدشده | [ ۳ ] [ ۴ ] |